# Mormonia paulina
Mormonia paulina är en fjärilsart som beskrevs av H. Edwards 1880. Mormonia paulina ingår i släktet Mormonia och familjen nattflyn. Inga underarter finns listade i Catalogue of Life.